# Bisfenoly
Bisfenoly jsou skupinou chemických sloučenin se dvěma hydroxyfenylovými funkčními skupinami. Většina z nich je založena na difenylmetanu (výjimkami jsou bisfenol-S, P, a M). Jméno zástupce skupiny se skládá z obecného jména „bisfenol“ a písmena, jež označuje jeden z reaktantů. Bisfenol A (BPA), nejznámější zástupce této skupiny, je často nazývaný jednoduše „bisfenol“.

## Účinky na zdraví

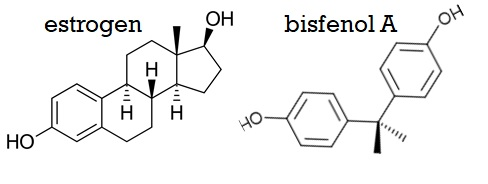
Srovnání bisfenolu A a estrogenu na strukturním vzorci. Estrogenní receptory bisfenoly od estrogenu nerozliší.

Bisfenoly jsou endokrinními disruptory - v lidském těle jsou hormonálně aktivní. U bisfenolů to znamená navazování se na receptory estrogenu (respektive estradiolu).
Stejně jako většina endokrinních disruptorů, i bisfenoly jsou tzv. nonmonotonické, což znamená, že pokud zaznamenáme jejich křivku dávky a odpovědi (závislost množství a toxicity), nebude se stoupající dávkou toxikologický efekt narůstat. V bisfenolech to ovlivňuje několik faktorů:
1. Ve větších dávkách BPA způsobí nárůst tukové tkáně, a tím i leptinu, který toxicitu nezcela známým způsobem redukuje.
2. Bylo zjištěno, že BPA se v menších dávkách váže pouze na estrogenní receptory, zatímco ve vyšších se naváže také na androgenní receptory
3. Vzhledem k evolučnímu významu rozmnožování pracují buňky závislé na estrogenu již o malém množství estrogenu.

Jak je vidět z charakteru 2. a 3. efektu, oproti hormezi nonmonotonicita spočívá právě u bisfenolů už v tom, že křivka dávky a odpovědi s přibývajícím množstvím nestoupá. U endokrinních disruptorů obecně zde může hrát roli právě limitní faktor množství lidských receptorů hormonu.

### BPA
Bisfenol A je stále nejhojnějším bisfenolem, a proto regulace směřovaly proti němu (FDA: 2012), nicméně stejné či vyšší riziko představují i ostatní bisfenoly - což je pro veřejné zdraví zásadní, protože od té doby, co je veřejnost obeznámenější s toxickými efekty BPA obsah ostatních bisfenolů ve výrobcích stoupá.
Bisfenol A je nalezitelný v moči 93 % Američanů a v 82 % textilu. Nejčastěji dochází k expozici skrze plastové obaly potravin (nalezneme ho například v hořčici), uzávěry plechovek, kuchyňské nádobí či z Tetrapacku (BPA je nejčastější složkou polykarbonátů). BPA se také používá jako v epoxidové pryskyřici, ze které pochází např. laminát.
Toxická dávka je 5 mg/kg, letální 40 mg/kg. Absorbance z textilu je zanedbatelná, v potravinách byla natolik vysoká, aby FDA označila r. 2010 látku za nebezpečnou. Roku 2011 FDA zakázala jejich použití v kojeneckých lahvích a firmy začaly nálepkovat své produkty jako BPA free, produkty, které nejsou v kontaktu s potravinami ale regulacemi dosud zasaženy nebyly, přestože z výzkumů na měření hladiny BPA pokladních před a po směně vyplývá, že pokladní může být vystaven až 90,52 mg/kg za rok skrze účtenky. Bisfenoly bývají totiž potaženy magazínové papíry či účtenky pro lepší odolnost.
U lidí vystavených BPA bylo naměřeno snížení IQ o 5 bodů vlivem působení na dopamin v prefrontální kůře. Uvažuje se o spojení se steatohepatitidou, hyperaktivitou, rakovinou prostaty a prsu a existuje také riziko autoimunitních onemocnění.

### BPF
Nejčastější náhražkou BPA v polykarbonátech je bisfenol F. BPF způsobuje poruchy metabolismu, je cytotoxický, genotoxický a stejně jako BPA se může vázat na estrogenní receptory - oproti BPA je však hůře vylučitelný organismem, čímž roste efekt kumulace. Od roku 2011 se jeho výskyt kvůli regulacím BPA zvyšuje.

### BPS
Jinou z náhražek BPA v plastech je BPS, nejčastěji se s ním setkáme právě na povrchu termopapíru. BPS způsobuje srdeční arytmii a je ještě účinnějším xenoestrogenem, než BPA, oproti němu má ale větší odolnost vůči teplu a světlu.
Nalezen byl ve 100 % letenek, nachází se v cedulkách na zavazadla a v obálkách na dopisy. 88 % jeho absorbance pochází z účtenek, až 60 % projde kůží. Můžeme ho registrovat v moči 81 % procent Američanů. Od roku 2011 se jeho výskyt kvůli restrikcím BPA zvyšuje.

## Regulace
Dosavadní regulace směřovaly pouze proti BPA, jako nejhojnějšímu bisfenolu. Některé studie studovaly některé z bisfenolů samostatně a ve vybraném kontextu a nenalezly množství o registrovatelném zdravotním omezení, ale tyto studie neberou v potaz souhrnný efekt bisfenolů - v textilu, potravinách i v termopapíru.
Dalším důvodem nízké regulace je, že obaly a stavební materiály jsou obecně hůře regulovatelné, než potraviny - a přitom jejich expozici se prakticky nelze bránit (v porovnání s lidmi, kteří se snaží bisfenolům vyhnout na tom není průměrná populace o mnoho hůře). Zároveň, látky jsou považovány za bezpečné, dokud není prokázán opak.
Roku 1980 byla stanovena maximální dávka bezpečné absorbance BPA jako 50 mg/kg. Tato hranice se snižovala až k dnešním 5 mg/kg.
Roku 2002 Stockholmská úmluva zařadila mezi "dirty dozen" také bisfenolům příbuzné polychlorované bifenyly, které mají podobné toxické efekty.
Roku 2010 označila FDA bisfenol jako nebezpečnou látku, zatímco NDA její toxicitu stále považovala za diskutabilní.
Od 1. června 2011 se v Evropské unii nesmějí prodávat kojenecké láhve s obsahem bisfenolu A. Nicméně podle zjištění organizace Greenpeace byly v obchodní síti v ČR prodávány ještě za účinnosti zákazu. V dubnu 2012 švédská vláda ohlásila zákaz použití bisfenolu A v obalech potravin určených dětem do 3 let věku. Stejného roku také NDA vydala prohlášení, že bisfenoly vyžadují náležité regulace.

## Seznam
| Strukturní vzorec | Jméno        | CAS         | Reaktanty (výchozí produkty)                | Reaktanty (výchozí produkty) | Systematický název                                        |
| ----------------- | ------------ | ----------- | ------------------------------------------- | ---------------------------- | --------------------------------------------------------- |
| Bisphenol A       | Bisfenol A   | 80-05-7     | fenol                                       | Aceton                       | 2,2-Bis(4-hydroxyfenyl)propan                             |
| Bisphenol AP      | Bisfenol AP  | 1571-75-1   | fenol                                       | Acetofenon                   | 1,1-Bis(4-hydroxyfenyl)-1-fenylethan                      |
| Bisphenol AF      | Bisfenol AF  | 1478-61-1   | fenol                                       | Hexafluoroaceton             | 2,2-Bis(4-hydroxyfenyl)hexafluoropropan                   |
| Bisphenol B       | Bisfenol B   | 77-40-7     | fenol                                       | Butanon                      | 2,2-Bis(4-hydroxyfenyl)butan                              |
| Bisphenol BP      | Bisfenol BP  | 1844-01-5   | fenol                                       | Benzofenon                   | Bis-(4-hydroxyfenyl)difenylmethan                         |
| Bisphenol C       | Bisfenol C   | 79-97-0     | Cresol                                      | Aceton                       | 2,2-Bis(3-methyl-4-hydroxyfenyl)propan                    |
| Bisphenol CII     | Bisfenol C 2 | 14868-03-2  | fenol                                       | Dichloromethan               | Bis(4-hydroxyfenyl)-2,2-dichlorethylene                   |
| Bisphenol E       | Bisfenol E   | 2081-08-5   | fenol                                       | Acetaldehyde                 | 1,1-Bis(4-hydroxyfenyl)ethan                              |
| Bisphenol F       | Bisfenol F   | 87139-40-0  | fenol                                       | Formaldehyde                 | Bis(4-hydroxyfenyl)methan                                 |
| Bisphenol G       | Bisfenol G   | 127-54-8    | 2-Isopropylfenol                            | Aceton                       | 2,2-Bis(4-hydroxy-3-isopropyl-fenyl)propan                |
| Bisphenol M       | Bisfenol M   | 13595-25-0  | 1,3-Bis(2-(4-hydroxyfenyl)-2-propyl)benzene |                              |                                                           |
| Bisphenol S       | Bisfenol S   | 80-09-1     | fenol                                       | Sulfur trioxide              | Bis(4-hydroxyfenyl)sulfon                                 |
| Bisphenol P       | Bisfenol P   | 2167-51-3   | 1,4-Bis(2-(4-hydroxyfenyl)-2-propyl)benzene |                              |                                                           |
| Bisphenol PH      | Bisfenol f   | 24038-68-4  | 2-fenylfenol                                | Aceton                       | 5,5’ -(1-Methylethyliden)-bis[1,1’-(bisfenyl)-2-ol]propan |
| Bisphenol TMC     | Bisfenol TMC | 129188-99-4 | fenol                                       | 3,3,5-Trimethylcyclohexanon  | 1,1-Bis(4-hydroyfenyl)-3,3,5-trimethylcyklohexan          |
| Bisphenol Z       | Bisfenol Z   | 843-55-0    | fenol                                       | Cyclohexanon                 | 1,1-Bis(4-hydroxyfenyl)-cyclohexan                        |